# José Maria Chaves dos Reis
José Maria Chaves dos Reis (* 21. November 1962 in Oeiras do Pará, Bundesstaat Pará, Brasilien) ist ein brasilianischer römisch-katholischer Geistlicher und Bischof von Abaetetuba.

## Leben
José Maria Chaves dos Reis studierte Katholische Theologie und Philosophie am Instituto Pastoral Regional in Belém. Er empfing am 21. November 1996 das Sakrament der Priesterweihe. Chaves dos Reis erwarb an der Universidade Estadual do Vale do Acaraú in Sobral ein Lizenziat im Fach Religionswissenschaft.
Von 1996 bis 2000 war José Maria Chaves dos Reis Regens des Priesterseminars Padre Josimo in Cametá. Anschließend war er bis 2002 Vikar und von 2002 bis 2006 Pfarrer an der Kathedrale São João Batista in Cametá. Anschließend wurde er Generalvikar der Territorialprälatur Cametá und Regens des Priesterseminars Bom Pastor in Cametá.
Am 3. Juli 2013 ernannte ihn Papst Franziskus zum Bischof von Abaetetuba. Der Bischof von Cametá, Jesús María Cizaurre Berdonces OAR, spendete ihm am 5. Oktober desselben Jahres die Bischofsweihe; Mitkonsekratoren waren der Bischof von Santarém, Flávio Giovenale SDB, und der Erzbischof von Belém do Pará, Alberto Taveira Corrêa.
Vom 1. Mai 2022 bis zum 8. Juli 2023 war Chaves dos Reis zudem Apostolischer Administrator des vakanten Bistums Cametá.